# Eleague Major: Atlanta 2017
Das Eleague Major: Atlanta 2017 war ein Major-Turnier in der E-Sport-Disziplin Counter-Strike: Global Offensive, welches vom 22. bis zum 29. Januar 2017 in Atlanta stattfand. Das Preisgeld der Veranstaltung betrug eine Million US-Dollar. Mit Astralis gewann erstmals ein dänisches Team ein Major-Turnier.

## Qualifikation
Die acht Challenger-Teams des Eleague Major: Atlanta 2017 wurden über ein Offline-Qualifier ermittelt. Das Teilnehmerfeld des Qualifikationsturniers bestand aus den acht auf der ESL One Cologne 2016 in der Gruppenphase ausgeschiedenen Teams und acht weiteren Mannschaften, welche sich über die vier Minor-Turniere ein Ticket für das Offline-Qualifier erspielten.

### Minor-Turniere
Im Vorfeld des Offline-Qualifier wurden vier Minor-Turniere in den Regionen Europa, Gemeinschaft Unabhängiger Staaten, Amerika und Asien ausgetragen. Am amerikanischen Minor nahmen vier Teams teil, an den anderen drei Veranstaltungen waren es acht Quintette.
| Name                 | Asian Minor Championship - Eleague Major 2017 | European Minor Championship - Eleague Major 2017 | CIS Minor Championship - Eleague Major 2017 | Americas Minor Championship - Eleague Major 2017 |
| -------------------- | --------------------------------------------- | ------------------------------------------------ | ------------------------------------------- | ------------------------------------------------ |
| Veranstalter         | Professional Gamers League, eGG Network       | Professional Gamers League                       | Star Ladder                                 | Eleague                                          |
| Zeit und Ort         | 28. – 30. Oktober 2016 in Johor Bahru         | 4. – 6. November 2016 in Bukarest                | 11. – 13. November 2016 in Sankt Petersburg | 3. – 4. Dezember 2016 in Atlanta                 |
| Sieger (Preisgeld)   | TyLoo (30.000 $)                              | GODSENT (30.000 $)                               | ALL-IN (30.000 $)                           | Immortals (0 $) / Cloud 9 (0 $)                  |
| Finalist (Preisgeld) | Renegades (15.000 $)                          | HellRaisers (15.000 $)                           | Team Spirit (15.000 $)                      | Immortals (0 $) / Cloud 9 (0 $)                  |
| 3. Platz (Preisgeld) | VG.CyberZen (5.000 $)                         | Epsilon eSports (5.000 $)                        | VwS Gaming (5.000 $)                        | Team SoloMid (0 $)                               |
| 4. Platz (Preisgeld) | MVP Project (0 $)                             | Space Soldiers (0 $)                             | Quantum Bellator Fire (0 $)                 | Muffin Lightning (0 $)                           |
| weitere Teilnehmer   | Athletico BOT Fire Dragoon E-sports Team nxl  | Alternate Attax ENCE eSports Heroic Team LDLC    | EYESports RoX Tengri zARLANS                |                                                  |

Die Finalteilnehmer jeder Veranstaltung qualifizierten sich für das Offline-Qualifier. Das Preisgeld jedes Turniers betrug 50.000 US-Dollar.

### Offline-Qualifier
Das Offline-Qualifier fand vom 15. bis zum 18. Dezember 2016 in den Eleague-Studios in Atlanta statt.
Die Qualifikation wurde zum zweiten Mal nach dem Schweizer System ausgetragen.  Ein Team benötigte drei Siege, um sich für das Hauptturnier zu qualifizieren. Nach drei Niederlagen war eine Mannschaft ausgeschieden. Jedes Team spielt immer gegen ein Team mit demselben Verhältnis an Siegen (S-N). Jedes Spiel wurde im Best of One-Modus ausgespielt. Die gespielte Map wurde durch Vetos der Teams ermittelt (Veto-Reihenfolge: ABABA; A = Team A, B = Team B, anschließend zufällig aus den verbleibenden zwei Maps.)

#### Teilnehmer des Offline-Qualifier
- Counter Logic Gaming (Teilnehmer auf der ESL One Cologne 2016)
- FaZe Clan (Teilnehmer auf der ESL One Cologne 2016)
- G2 Esports (Teilnehmer auf der ESL One Cologne 2016)
- mousesports (Teilnehmer auf der ESL One Cologne 2016)
- Ninjas in Pyjamas (Teilnehmer auf der ESL One Cologne 2016)
- OpTic Gaming (Teilnehmer auf der ESL One Cologne 2016)
- Team Dignitas (Teilnehmer auf der ESL One Cologne 2016)
- Team EnVyUs (Teilnehmer auf der ESL One Cologne 2016)
- TyLoo (Qualifiziert über Asien-Minor)
- Renegades (Qualifiziert über Asien-Minor)
- GODSENT (Qualifiziert über EU-Minor)
- HellRaisers (Qualifiziert über EU-Minor)
- Vega Squadron (Qualifiziert über CIS-Minor) 1
- Team Spirit (Qualifiziert über CIS-Minor)
- Cloud 9 (Qualifiziert über Amerika-Minor)
- Immortals (Qualifiziert über Amerika-Minor)

#### Runde 1
In der ersten Runde wurden die Plätze 9 bis 16 den Finalisten der Minors zugelost.
| Teilnehmer der ESL One Cologne 2016 | Ergebnis | Teilnehmer der Minor-Turnier | S-N |
| ----------------------------------- | -------- | ---------------------------- | --- |
| Team Dignitas                       | 16:11    | Team Spirit                  | 0-0 |
| Team EnVyUs                         | 11:16    | Immortals                    | 0-0 |
| FaZe Clan                           | 19:17    | Cloud 9                      | 0-0 |
| Counter Logic Gaming                | 14:16    | Vega Squadron                | 0-0 |
| Ninjas in Pyjamas                   | 16:09    | Renegades                    | 0-0 |
| OpTic Gaming                        | 16:09    | TyLoo                        | 0-0 |
| mousesports                         | 06:16    | HellRaisers                  | 0-0 |
| G2 Esports                          | 11:16    | GODSENT                      | 0-0 |

#### Runde 2
In der zweiten Runde spielen Sieger gegen Sieger und Verlierer gegen Verlierer der ersten Runde.
|                      | Ergebnis |               | S-N |
| -------------------- | -------- | ------------- | --- |
| Counter Logic Gaming | 19:16    | Renegades     | 0-1 |
| mousesports          | 16:05    | Team Spirit   | 0-1 |
| Ninjas in Pyjamas    | 17:19    | HellRaisers   | 1-0 |
| G2 Esports           | 16:12    | Team EnVyUs   | 0-1 |
| Immortals            | 16:08    | Vega Squadron | 1-0 |
| GODSENT              | 16:11    | Team Dignitas | 1-0 |
| TyLoo                | 16:11    | Cloud 9       | 0-1 |
| FaZe Clan            | 16:11    | OpTic Gaming  | 1-0 |

#### Runde 3
In Runde 3 spielen die bislang ungeschlagenen Teams um die ersten zwei Slots für das Hauptturnier. Die bisher sieglosen Mannschaften spielen gegen das eigene Ausscheiden. Alle weiteren spielen um den zweiten Sieg.
|                   | Ergebnis |                      | S-N |
| ----------------- | -------- | -------------------- | --- |
| G2 Esports        | 16:06    | Vega Squadron        | 1-1 |
| GODSENT           | 16:11    | HellRaisers          | 2-0 |
| mousesports       | 16:03    | TyLoo                | 1-1 |
| Cloud 9           | 16:09    | Renegades            | 0-2 |
| Ninjas in Pyjamas | 09:16    | OpTic Gaming         | 1-1 |
| Team Dignitas     | 16:09    | Counter Logic Gaming | 1-1 |
| Team EnVyUs       | 16:02    | Team Spirit          | 0-2 |
| FaZe Clan         | 16:11    | Immortals            | 2-0 |

#### Runde 4
Zum einen spielen die Teams mit bisher zwei gewonnenen Matches um drei Plätze für das Hauptturnier. Zum anderen werden drei Teams aus der Gruppe der Mannschaften mit zwei Niederlagen ausscheiden.
|                      | Ergebnis |               | S-N |
| -------------------- | -------- | ------------- | --- |
| OpTic Gaming         | 16:10    | HellRaisers   | 2-1 |
| Team Dignitas        | 16:09    | G2 Esports    | 2-1 |
| Team EnVyUs          | 16:09    | TyLoo         | 1-2 |
| Ninjas in Pyjamas    | 02:16    | Vega Squadron | 1-2 |
| Counter Logic Gaming | 08:16    | Cloud 9       | 1-2 |
| mousesports          | 16:03    | Immortals     | 2-1 |

#### Runde 5
In Runde 5 werden die restlichen drei zu vergebenen Slots für das Hauptturnier ermittelt.
|             | Ergebnis |               | S-N |
| ----------- | -------- | ------------- | --- |
| Team EnVyUs | 16:12    | Vega Squadron | 2-2 |
| Immortals   | 17:19    | G2 Esports    | 2-2 |
| Cloud 9     | 13:16    | HellRaisers   | 2-2 |

## Teilnehmer

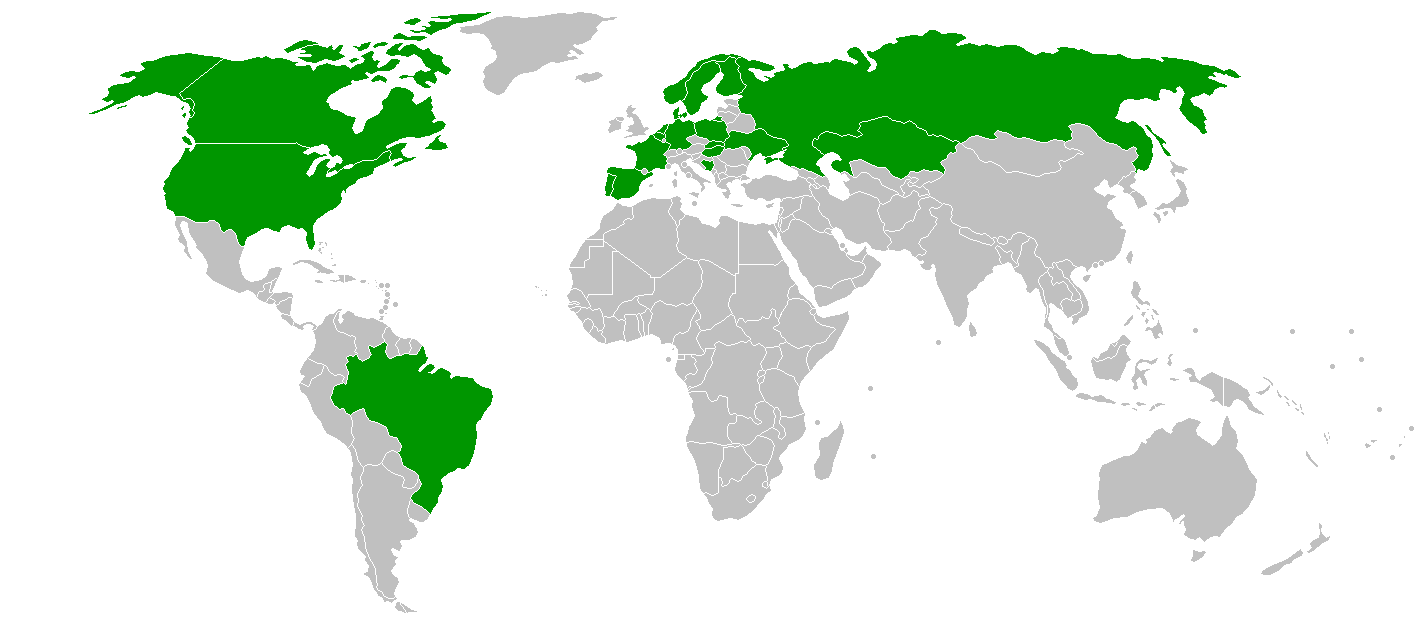
Herkunftsländer der teilnehmenden Spieler des Eleague Majors 2017

Teilnahmeberechtigt sind die acht Viertelfinalisten der ESL One Cologne 2016 und acht weitere Teams, welche sich über das Offline-Qualifier qualifizieren konnten.
- SK Gaming (Gewinner auf der ESL One Cologne 2016)
- Team Liquid (Finalist auf der ESL One Cologne 2016)
- fnatic (Halbfinalist auf der ESL One Cologne 2016)
- Virtus.pro (Halbfinalist auf der ESL One Cologne 2016)
- Astralis (Viertelfinalist auf der ESL One Cologne 2016)
- Flipsid3 Tactics (Viertelfinalist auf der ESL One Cologne 2016)
- Gambit Gaming (Viertelfinalist auf der ESL One Cologne 2016)
- Natus Vincere (Viertelfinalist auf der ESL One Cologne 2016)
- GODSENT (Offline-Qualifier)
- FaZe Clan (Offline-Qualifier)
- OpTic Gaming (Offline-Qualifier)
- North 2 (Offline-Qualifier)
- mousesports (Offline-Qualifier)
- Team EnVyUs (Offline-Qualifier)
- G2 Esports (Offline-Qualifier)
- HellRaisers (Offline-Qualifier)

## Lineups der Teams
| Astralis                      | FaZe Clan                    | Flipsid3 Tactics             | fnatic                          |
| ----------------------------- | ---------------------------- | ---------------------------- | ------------------------------- |
| Andreas „Xyp9x“ Højsleth      | Finn „Karrigan“ Andersen     | Andrew „B1ad3“ Gorodenskiy   | Dennis „dennis“ Edman           |
| Markus „Kjaerbye“ Kjærbye     | Philip „aizy“ Aistrup        | Jehor „markeloff“ Markelow   | Simon „twist“ Eliasson          |
| Peter „dupreeh“ Rasmussen     | Fabien „kioShiMa“ Fiey       | Jan „wayLander“ Rahkonen     | Joakim „disco doplan“ Gidetun   |
| Nicolai „dev1ce“ Reedtz       | Aleksi „allu“ Jalli          | Denis „electronic“ Scharipow | Freddy „KRiMZ“ Johansson        |
| Lukas „gla1ve“ Rossander      | Håvard „rain“ Nygaard        | Georgi „WorldEdit“ Yaskin    | Olof „olofmeister“ Kajbjer      |
| G2 Esports                    | Gambit Gaming                | Godsent                      | HellRaisers                     |
| Adil „ScreaM“ Benrlitom       | Abay „HObbit“ Khasenov       | Andreas „znajder“ Lindberg   | Bence „DeadFox“ Böröcz          |
| Edouard „SmithZz“ Dubourdeaux | Dauren „AdreN“ Kystaubayev   | Jonas „Lekr0“ Olofsson       | Kiril „ANGE1“ Karasiow          |
| Cédric „RpK“ Guipouy          | Michail „Dosia“ Stoljarowv   | Robin „flusha“ Rönnquist     | Vlаdуslаv „bondik“ Nеchуроrchuk |
| Richard „shox“ Papillon       | Danylo „Zeus“ Teslenko       | Markus „pronax“ Wallsten     | Martin „STYKO“ Styk             |
| Alexandre „bodyy“ Pianaro     | Rustem „mou“ Tlepov          | Jesper „JW“ Wecksell         | Patrik „Zero“ Žúdel             |
| mousesports                   | Natus Vincere                | OpTic Gaming                 | SK Gaming                       |
| Christian „loWel“ Antoran     | Denis „seized“ Kostin        | Oscar „mixwell“ Cañellas     | Fernando „fer“ Alvarenga        |
| Chris „chrisJ“ de Jong        | Oleksandr „s1mple“ Kostyljew | Tarik „TaRiK“ Celik          | Marcelo „coldzera“ David        |
| Denis „denis“ Howell          | Ladislav „GuardiaN“ Kovács   | Peter „stanislaw“ Jarguz     | Tacio „TACO“ Filho              |
| Nikola „NiKo“ Kovač           | Ioann „Edward“ Sucharjew     | Keith „NAF“ Markovic         | Ricardo „fox“ Pacheco 3         |
| Timo „Spiidi“ Richter         | Egor „flamie“ Vasilyev       | Will „RUSH“ Wierzba          | Gabriel „FalleN“ Toledo         |
| North                         | Team EnVyUs                  | Team Liquid                  | Virtus.pro                      |
| René „cajunb“ Borg            | Dan „apEX“ Madesclaire       | Nick „nitr0“ Cannella        | Paweł „byali“ Bieliński         |
| Mathias „MSL“ Lauridsen       | Nathan „NBK“ Schmitt         | Jonathan „EliGE“ Jablonowski | Jarosław „pasha“ Jarząbkowski   |
| Emil „MagiskB0y“ Reif         | Vincent „Happy“ Schopenhauer | Spencer „Hiko“ Martin        | Filip „Neo“ Kubski              |
| Ruben „RUBINO“ Villarroel     | Kenny „kennyS“ Schrub        | Josh „jdm64“ Marzano         | Janusz „Snax“ Pogorzelski       |
| Kristian „k0nfig“ Wienecke    | Christophe „SIXER“ Xia       | Jacob „Pimp“ Winneche        | Wiktor „TaZ“ Wojtas             |
| Stand: 29. Dezember 2016      |                              |                              |                                 |

## Spielplan

### Format
Als Format für die Gruppenphase des Turniers wurde das Schweizer System verwendet. Bei diesem System wird die erste Runde ausgelost beziehungsweise gesetzt. In allen darauffolgenden Runden spielt der Führende gegen den Zweiten, der Dritte gegen den Vierten und so weiter. Teams, die 3-mal verlieren, scheiden aus, während Teams, die 3-mal gewinnen im Viertelfinale weiterspielen. Dieses System wurde bereits bei anderen CS:GO Turnieren eingesetzt, darunter auch die ESL One New York 2016.

### Gruppenphase
| #  | Team             | Matches | Runden  | Rundendiff. | Runde 1          | Runde 2          | Runde 3          | Runde 4          | Runde 5          |
| -- | ---------------- | ------- | ------- | ----------- | ---------------- | ---------------- | ---------------- | ---------------- | ---------------- |
| 1  | Natus Vincere    | 3 - 0   | 48 - 12 | 36          | 16 - 03 mouz     | 16 - 06 nV       | 16 - 03 SK       | Playoffs         | Playoffs         |
| 2  | Virtus.pro       | 3 - 0   | 48 - 37 | 11          | 16 - 13 OpTic    | 16 - 14 G2       | 16 - 10 Gambit   | Playoffs         | Playoffs         |
| 3  | Gambit Gaming    | 3 - 1   | 58 - 47 | 11          | 16 - 08 North    | 16 - 09 Godsent  | 10 - 16 VP       | 16 - 14 FaZe     | Playoffs         |
| 4  | fnatic           | 3 - 1   | 58 - 51 | 7           | 10 - 16 G2       | 16 - 13 North    | 16 - 11 mouz     | 16 - 11 nV       | Playoffs         |
| 5  | SK Gaming        | 3 - 1   | 57 - 57 | 0           | 16 - 07 HR       | 19 - 17 FaZe     | 03 - 16 Na'Vi    | 19 - 17 Astralis | Playoffs         |
| 6  | Astralis         | 3 - 2   | 71 - 55 | 16          | 06 - 16 Godsent  | 16 - 12 OpTic    | 16 - 05 G2       | 17 - 19 SK       | 16 - 03 Liquid   |
| 7  | FaZe Clan        | 3 - 2   | 69 - 62 | 7           | 16 - 09 F3       | 17 - 19 SK       | 22 - 18 Liquid   | 14 - 16 Gambit   | 16 - 11 nV       |
| 8  | North            | 3 - 2   | 75 - 73 | 2           | 08 - 16 Gambit   | 13 - 16 fnatic   | 19 - 15 HR       | 16 - 09 G2       | 19 - 17 Godsent  |
| 9  | Team EnVyUs      | 2 - 3   | 69 - 72 | -3          | 25 - 21 Liquid   | 06 - 16 Na'Vi    | 16 - 03 Godsent  | 11 - 16 fnatic   | 11 - 16 FaZe     |
| 10 | Godsent          | 2 - 3   | 61 - 65 | -4          | 16 - 06 Astralis | 09 - 16 Gambit   | 03 - 16 nV       | 16 - 08 OpTic    | 17 - 19 North    |
| 11 | Team Liquid      | 2 - 3   | 74 - 81 | -7          | 21 - 25 nV       | 16 - 14 F3       | 18 - 22 FaZe     | 16 - 04 mouz     | 03 - 16 Astralis |
| 12 | OpTic Gaming     | 1 - 3   | 49 - 61 | -12         | 13 - 16 VP       | 12 - 16 Astralis | 16 - 13 F3       | 08 - 16 Godsent  | ausgeschieden    |
| 13 | G2 Esports       | 1 - 3   | 44 - 58 | -14         | 16 - 10 fnatic   | 14 - 16 VP       | 05 - 16 Astralis | 09 - 16 North    | ausgeschieden    |
| 14 | mousesports      | 1 - 3   | 34 - 55 | -21         | 03 - 16 Na'Vi    | 16 - 07 HR       | 11 - 16 fnatic   | 04 - 16 Liquid   | ausgeschieden    |
| 15 | FlipSid3 Tactics | 0 - 3   | 36 - 48 | -12         | 09 - 16 FaZe     | 14 - 16 Liquid   | 13 - 16 OpTic    | ausgeschieden    | ausgeschieden    |
| 16 | HellRaisers      | 0 - 3   | 29 - 51 | -22         | 07 - 16 SK       | 07 - 16 mouz     | 15 - 19 North    | ausgeschieden    | ausgeschieden    |

#### Runde 1
Die erste Runde fand am 22. Januar 2017 statt. Alle Spiele werden als Best of 1 ausgetragen.
| Spiel-Nr. |                  | Ergebnis  |              |
| --------- | ---------------- | --------- | ------------ |
| 1         | Gambit Gaming    | 16 - 08   | North        |
| 2         | fnatic           | 10 - 16   | G2 Esports   |
| 3         | SK Gaming        | 16 - 08   | HellRaisers  |
| 4         | Virtus.pro       | 16 - 13   | OpTic Gaming |
| 5         | Natus Vincere    | 16 - 03   | mousesports  |
| 6         | Team Liquid      | 21 - 25 4 | Team EnVyUs  |
| 7         | Astralis         | 06 - 16   | Godsent      |
| 8         | Flipsid3 Tactics | 09 - 16   | FaZe Clan    |

#### Runde 2
Die Spiele wurden als Best of 1 ausgetragen und fanden am 23. Januar 2017 statt.
| Spiel-Nr. |                  | Ergebnis  |               |
| --------- | ---------------- | --------- | ------------- |
| 9         | mousesports      | 16 - 07   | HellRaisers   |
| 10        | Natus Vincere    | 16 - 06   | Team EnVyUs   |
| 11        | FaZe Clan        | 17 - 19 5 | SK Gaming     |
| 12        | Flipsid3 Tactics | 14 - 16   | Team Liquid   |
| 13        | North            | 13 - 16   | fnatic        |
| 14        | OpTic Gaming     | 12 - 16   | Astralis      |
| 15        | Godsent          | 09 - 16   | Gambit Gaming |
| 16        | Virtus.pro       | 16 - 14   | G2 Esports    |

#### Runde 3
Austragungstag: 24. Januar 2017
| Spiel-Nr. |                  | Ergebnis |               |
| --------- | ---------------- | -------- | ------------- |
| 17        | mousesports      | 11 - 16  | fnatic        |
| 18        | Godsent          | 03 - 16  | Team EnVyUs   |
| 19        | North            | 19 - 15  | HellRaisers   |
| 20        | Gambit Gaming    | 10 - 16  | Virtus.pro    |
| 21        | Astralis         | 16 - 05  | G2 Esports    |
| 22        | SK Gaming        | 03 - 16  | Natus Vincere |
| 23        | Team Liquid      | 18 - 22  | FaZe Clan     |
| 24        | Flipsid3 Tactics | 13 - 16  | OpTic Gaming  |

#### Runde 4
Austragungstag: 25. Januar 2017
| Spiel-Nr. |               | Ergebnis  |              |
| --------- | ------------- | --------- | ------------ |
| 25        | North         | 16 - 09   | G2 Esports   |
| 26        | Team EnVyUs   | 11 - 16   | fnatic       |
| 27        | mousesports   | 04 - 16   | Team Liquid  |
| 28        | Godsent       | 16 - 08   | OpTic Gaming |
| 29        | SK Gaming     | 19 - 17 6 | Astralis     |
| 30        | Gambit Gaming | 16 - 14   | FaZe Clan    |

#### Runde 5
Austragungstag: 25. Januar 2017 (EST), 26. Januar 2017 (MEZ)
| Spiel-Nr. |             | Ergebnis  |             |
| --------- | ----------- | --------- | ----------- |
| 31        | North       | 19 - 17 7 | Godsent     |
| 32        | FaZe Clan   | 16 - 11   | Team EnVyUs |
| 33        | Team Liquid | 03 - 16   | Astralis    |

### Playoffs
Die Playoffs wurden vom 27. bis zum 29. Januar 2017 ausgetragen. Alle Viertelfinalspiele wurden am 27. Januar ausgetragen, beide Halbfinalspiele am 28. Januar und das Finale am 29. Januar ausgetragen.

|  | Viertelfinale                     | Viertelfinale | Viertelfinale | Viertelfinale | Viertelfinale |           |            | Halbfinale | Halbfinale | Halbfinale | Halbfinale | Halbfinale |  |  | Finale | Finale | Finale | Finale | Finale |
|  |                                   |               |               |               |               |           |            |            |            |            |            |            |  |  |        |        |        |        |        |
|  | Gemeinschaft Unabhängiger Staaten | Natus Vincere | 7             | 16            | 10            |           |            |            |            |            |            |            |  |  |        |        |        |        |        |
|  | Danemark                          | Astralis      | 16            | 14            | 16            |           |            |            |            |            |            |            |  |  |        |        |        |        |        |
|  | Danemark                          | Astralis      | 16            | 14            | 16            | Danemark  | Astralis   | 19         | 16         |            |            |            |  |  |        |        |        |        |        |
|  |                                   |               |               |               |               | Danemark  | Astralis   | 19         | 16         |            |            |            |  |  |        |        |        |        |        |
|  |                                   | Schweden      | fnatic        | 16            | 5             |           |            |            |            |            |            |            |  |  |        |        |        |        |        |
|  | Schweden                          | Schweden      | fnatic        | 16            | 5             | fnatic    | 16         | 3          | 16         |            |            |            |  |  |        |        |        |        |        |
|  | Schweden                          |               |               |               |               |           | 16         | 3          | 16         |            |            |            |  |  |        |        |        |        |        |
|  | Kasachstan                        | Gambit Gaming | 7             | 16            | 7             |           |            |            |            |            |            |            |  |  |        |        |        |        |        |
|  |                                   |               |               |               |               |           | Danemark   | Astralis   | 12         | 16         | 16         |            |  |  |        |        |        |        |        |
|  |                                   | Polen         | Virtus.pro    | 16            | 14            | 14        |            |            |            |            |            |            |  |  |        |        |        |        |        |
|  | Polen                             | Virtus.pro    | 16            | 12            | 16            |           |            |            |            |            |            |            |  |  |        |        |        |        |        |
|  | Danemark                          | North         | 4             | 16            | 13            |           |            |            |            |            |            |            |  |  |        |        |        |        |        |
|  | Danemark                          | North         | 4             | 16            | 13            | Polen     | Virtus.pro | 19         | 16         |            |            |            |  |  |        |        |        |        |        |
|  |                                   |               |               |               |               | Polen     | Virtus.pro | 19         | 16         |            |            |            |  |  |        |        |        |        |        |
|  |                                   | Brasilien     | SK Gaming     | 17            | 14            |           |            |            |            |            |            |            |  |  |        |        |        |        |        |
|  | Europaische Union                 | Brasilien     | SK Gaming     | 17            | 14            | FaZe Clan | 16         | 3          | 5          |            |            |            |  |  |        |        |        |        |        |
|  | Europaische Union                 |               |               |               |               |           | 16         | 3          | 5          |            |            |            |  |  |        |        |        |        |        |
|  | Brasilien                         | SK Gaming     | 7             | 16            | 16            |           |            |            |            |            |            |            |  |  |        |        |        |        |        |

## Preisgeldverteilung
| Platz    | Clan                                                                                             | Preisgeld (in US-Dollar) |
| -------- | ------------------------------------------------------------------------------------------------ | ------------------------ |
| 1.       | Astralis                                                                                         | $500.000                 |
| 2.       | Virtus.pro                                                                                       | $150.000                 |
| 3. – 4.  | fnatic SK Gaming                                                                                 | $70.000                  |
| 5. – 8.  | FaZe Clan Gambit Gaming Natus Vincere North                                                      | $35.000                  |
| 9. – 16. | Flipsid3 Tactics G2 Esports Godsent HellRaisers mousesports OpTic Gaming Team EnVyUs Team Liquid | $8.750                   |

## Statistiken
Die folgende Tabelle veranschaulicht alle von den jeweiligen Teams gespielten Karten in der Gruppenphase sowie den Playoffs:
| Gruppenphase               | Gruppenphase               | Gruppenphase               | Gruppenphase               | Gruppenphase               | Gruppenphase               | Gruppenphase               | Gruppenphase               | Playoffs                        | Playoffs                        | Playoffs                        | Playoffs                        | Playoffs                        | Playoffs                        | Playoffs                        | Playoffs                        | Playoffs                        | Playoffs                        | Playoffs                        | Playoffs                        | Insgesamt gespielt |
|                            | CHE 8                      | CBL 9                      | DST 10                     | NKE 11                     | MRG 12                     | OVP 13                     | TRN 14                     | CHE 8                           | CHE 8                           | CBL 9                           | CBL 9                           | DST 10                          | NKE 11                          | NKE 11                          | MRG 12                          | OVP 13                          | OVP 13                          | TRN 14                          | TRN 14                          | Insgesamt gespielt |
| -------------------------- | -------------------------- | -------------------------- | -------------------------- | -------------------------- | -------------------------- | -------------------------- | -------------------------- | ------------------------------- | ------------------------------- | ------------------------------- | ------------------------------- | ------------------------------- | ------------------------------- | ------------------------------- | ------------------------------- | ------------------------------- | ------------------------------- | ------------------------------- | ------------------------------- | ------------------ |
| Astralis                   |                            |                            | 1                          |                            | 1                          |                            | 3                          | 1                               | 1                               |                                 |                                 | 1                               | 1                               | 1                               | 1                               | 1                               | 1                               | 1                               | 1                               | 13                 |
| Virtus.pro                 |                            | 1                          |                            | 1                          |                            |                            | 1                          | 1                               | 1                               | 1                               | 1                               |                                 | 1                               | 1                               |                                 | 1                               | 1                               | 1                               | 1                               | 11                 |
| fnatic                     | 1                          | 2                          | 1                          |                            |                            |                            |                            | 1                               | 1                               |                                 |                                 | 1                               | 1                               | 1                               |                                 | 1                               | 1                               |                                 |                                 | 9                  |
| SK Gaming                  |                            |                            | 2                          |                            | 2                          |                            |                            |                                 |                                 | 1                               | 1                               |                                 |                                 |                                 | 1                               | 1                               | 1                               | 1                               | 1                               | 9                  |
| FaZe Clan                  |                            |                            |                            | 3                          | 1                          | 1                          |                            |                                 |                                 |                                 |                                 |                                 |                                 |                                 | 1                               | 1                               | 1                               | 1                               | 1                               | 8                  |
| Gambit Gaming              |                            | 1                          |                            |                            |                            | 2                          | 1                          | 1                               | 1                               |                                 |                                 | 1                               |                                 |                                 |                                 | 1                               | 1                               |                                 |                                 | 7                  |
| Natus Vincere              |                            | 2                          | 1                          |                            |                            |                            |                            |                                 |                                 |                                 |                                 | 1                               |                                 |                                 | 1                               | 1                               | 1                               |                                 |                                 | 6                  |
| North                      |                            | 2                          |                            |                            | 1                          | 2                          |                            | 1                               | 1                               | 1                               | 1                               |                                 |                                 |                                 |                                 | 1                               | 1                               |                                 |                                 | 8                  |
| Flipsid3 Tactics           |                            |                            |                            | 1                          |                            | 1                          | 1                          | Nicht für Playoffs qualifiziert | Nicht für Playoffs qualifiziert | Nicht für Playoffs qualifiziert | Nicht für Playoffs qualifiziert | Nicht für Playoffs qualifiziert | Nicht für Playoffs qualifiziert | Nicht für Playoffs qualifiziert | Nicht für Playoffs qualifiziert | Nicht für Playoffs qualifiziert | Nicht für Playoffs qualifiziert | Nicht für Playoffs qualifiziert | Nicht für Playoffs qualifiziert | 3                  |
| G2 Esports                 | 1                          |                            |                            | 1                          |                            | 1                          | 1                          | Nicht für Playoffs qualifiziert | Nicht für Playoffs qualifiziert | Nicht für Playoffs qualifiziert | Nicht für Playoffs qualifiziert | Nicht für Playoffs qualifiziert | Nicht für Playoffs qualifiziert | Nicht für Playoffs qualifiziert | Nicht für Playoffs qualifiziert | Nicht für Playoffs qualifiziert | Nicht für Playoffs qualifiziert | Nicht für Playoffs qualifiziert | Nicht für Playoffs qualifiziert | 4                  |
| Godsent                    | 2                          |                            |                            |                            |                            | 2                          | 1                          | Nicht für Playoffs qualifiziert | Nicht für Playoffs qualifiziert | Nicht für Playoffs qualifiziert | Nicht für Playoffs qualifiziert | Nicht für Playoffs qualifiziert | Nicht für Playoffs qualifiziert | Nicht für Playoffs qualifiziert | Nicht für Playoffs qualifiziert | Nicht für Playoffs qualifiziert | Nicht für Playoffs qualifiziert | Nicht für Playoffs qualifiziert | Nicht für Playoffs qualifiziert | 5                  |
| HellRaisers                | 1                          |                            |                            |                            | 2                          |                            |                            | Nicht für Playoffs qualifiziert | Nicht für Playoffs qualifiziert | Nicht für Playoffs qualifiziert | Nicht für Playoffs qualifiziert | Nicht für Playoffs qualifiziert | Nicht für Playoffs qualifiziert | Nicht für Playoffs qualifiziert | Nicht für Playoffs qualifiziert | Nicht für Playoffs qualifiziert | Nicht für Playoffs qualifiziert | Nicht für Playoffs qualifiziert | Nicht für Playoffs qualifiziert | 3                  |
| mousesports                | 1                          | 1                          | 1                          | 1                          |                            |                            |                            | Nicht für Playoffs qualifiziert | Nicht für Playoffs qualifiziert | Nicht für Playoffs qualifiziert | Nicht für Playoffs qualifiziert | Nicht für Playoffs qualifiziert | Nicht für Playoffs qualifiziert | Nicht für Playoffs qualifiziert | Nicht für Playoffs qualifiziert | Nicht für Playoffs qualifiziert | Nicht für Playoffs qualifiziert | Nicht für Playoffs qualifiziert | Nicht für Playoffs qualifiziert | 4                  |
| OpTic Gaming               | 1                          | 1                          |                            |                            |                            |                            | 2                          | Nicht für Playoffs qualifiziert | Nicht für Playoffs qualifiziert | Nicht für Playoffs qualifiziert | Nicht für Playoffs qualifiziert | Nicht für Playoffs qualifiziert | Nicht für Playoffs qualifiziert | Nicht für Playoffs qualifiziert | Nicht für Playoffs qualifiziert | Nicht für Playoffs qualifiziert | Nicht für Playoffs qualifiziert | Nicht für Playoffs qualifiziert | Nicht für Playoffs qualifiziert | 4                  |
| Team EnVyUs                | 2                          | 2                          |                            | 1                          |                            |                            |                            | Nicht für Playoffs qualifiziert | Nicht für Playoffs qualifiziert | Nicht für Playoffs qualifiziert | Nicht für Playoffs qualifiziert | Nicht für Playoffs qualifiziert | Nicht für Playoffs qualifiziert | Nicht für Playoffs qualifiziert | Nicht für Playoffs qualifiziert | Nicht für Playoffs qualifiziert | Nicht für Playoffs qualifiziert | Nicht für Playoffs qualifiziert | Nicht für Playoffs qualifiziert | 5                  |
| Team Liquid                | 1                          |                            |                            | 2                          | 1                          | 1                          |                            | Nicht für Playoffs qualifiziert | Nicht für Playoffs qualifiziert | Nicht für Playoffs qualifiziert | Nicht für Playoffs qualifiziert | Nicht für Playoffs qualifiziert | Nicht für Playoffs qualifiziert | Nicht für Playoffs qualifiziert | Nicht für Playoffs qualifiziert | Nicht für Playoffs qualifiziert | Nicht für Playoffs qualifiziert | Nicht für Playoffs qualifiziert | Nicht für Playoffs qualifiziert | 5                  |
| Gesamt                     | 10                         | 12                         | 6                          | 10                         | 8                          | 10                         | 10                         | 6                               | 6                               | 4                               | 4                               | 4                               | 4                               | 4                               | 4                               | 10                              | 10                              | 6                               | 6                               | 104                |
| Gesamt im kompletten Major | Gesamt im kompletten Major | Gesamt im kompletten Major | Gesamt im kompletten Major | Gesamt im kompletten Major | Gesamt im kompletten Major | Gesamt im kompletten Major | Gesamt im kompletten Major | CHE                             | CHE                             | CBL                             | CBL                             | DST                             | NKE                             | NKE                             | MRG                             | OVP                             | OVP                             | TRN                             | TRN                             | 104                |
| Gesamt im kompletten Major | Gesamt im kompletten Major | Gesamt im kompletten Major | Gesamt im kompletten Major | Gesamt im kompletten Major | Gesamt im kompletten Major | Gesamt im kompletten Major | Gesamt im kompletten Major | 16                              | 16                              | 16                              | 16                              | 10                              | 14                              | 14                              | 12                              | 20                              | 20                              | 18                              | 18                              | 104                |

- Viertelfinale
- Halbfinale
- Finale